# Thuit-Hébert
Thuit-Hébert ist eine Ortschaft und eine Commune déléguée in der französischen Gemeinde Grand Bourgtheroulde mit 312 Einwohnern (Stand: 1. Januar 2017) im Département Eure in der Region Normandie. Die Einwohner werden Hébertais genannt.
Mit Wirkung vom 1. Januar 2016 wurden Thuit-Hébert, Bourgtheroulde-Infreville und Bosc-Bénard-Commin zur Gemeinde (Commune nouvelle) Grand Bourgtheroulde zusammengelegt. Die Gemeinde Thuit-Hébert gehörte zum Arrondissement Bernay, zum Kanton Bourgtheroulde-Infreville und zum Kommunalverband Roumois Seine.
Thuit-Hébert liegt etwa 33 Kilometer südwestlich von Rouen.

## Bevölkerungsentwicklung
| 1962                      | 1968 | 1975 | 1982 | 1990 | 1999 | 2006 | 2013 | 2017 |
| ------------------------- | ---- | ---- | ---- | ---- | ---- | ---- | ---- | ---- |
| 221                       | 234  | 228  | 227  | 276  | 310  | 301  | 318  | 312  |
| Quelle: Cassini und INSEE |      |      |      |      |      |      |      |      |

## Sehenswürdigkeiten

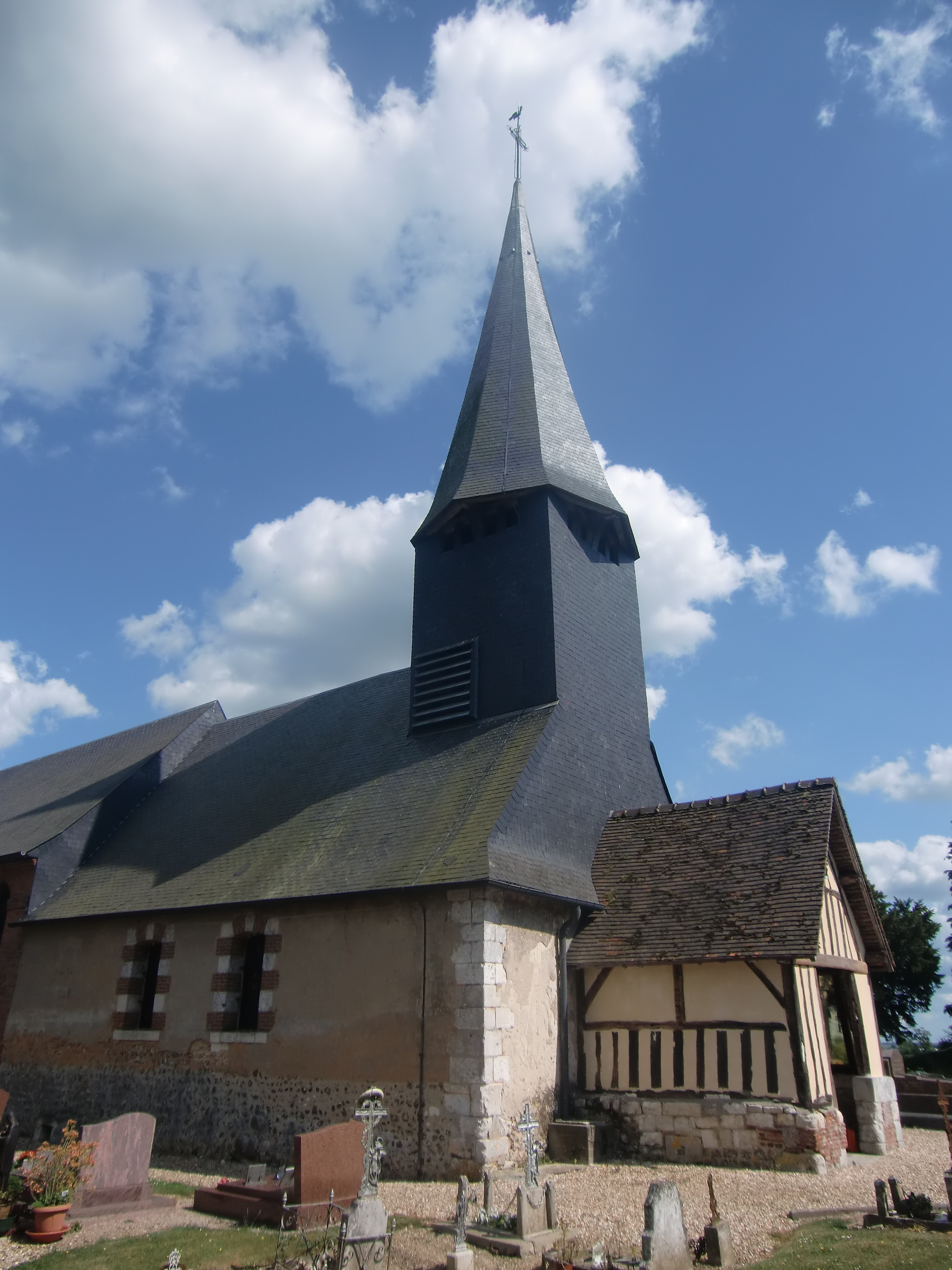
Kirche Saint-Philibert

- Kirche Saint-Philibert

## Persönlichkeiten
- Gérard Swertvaeger (* 1942), Radrennfahrer